# Lorenzo Quadri

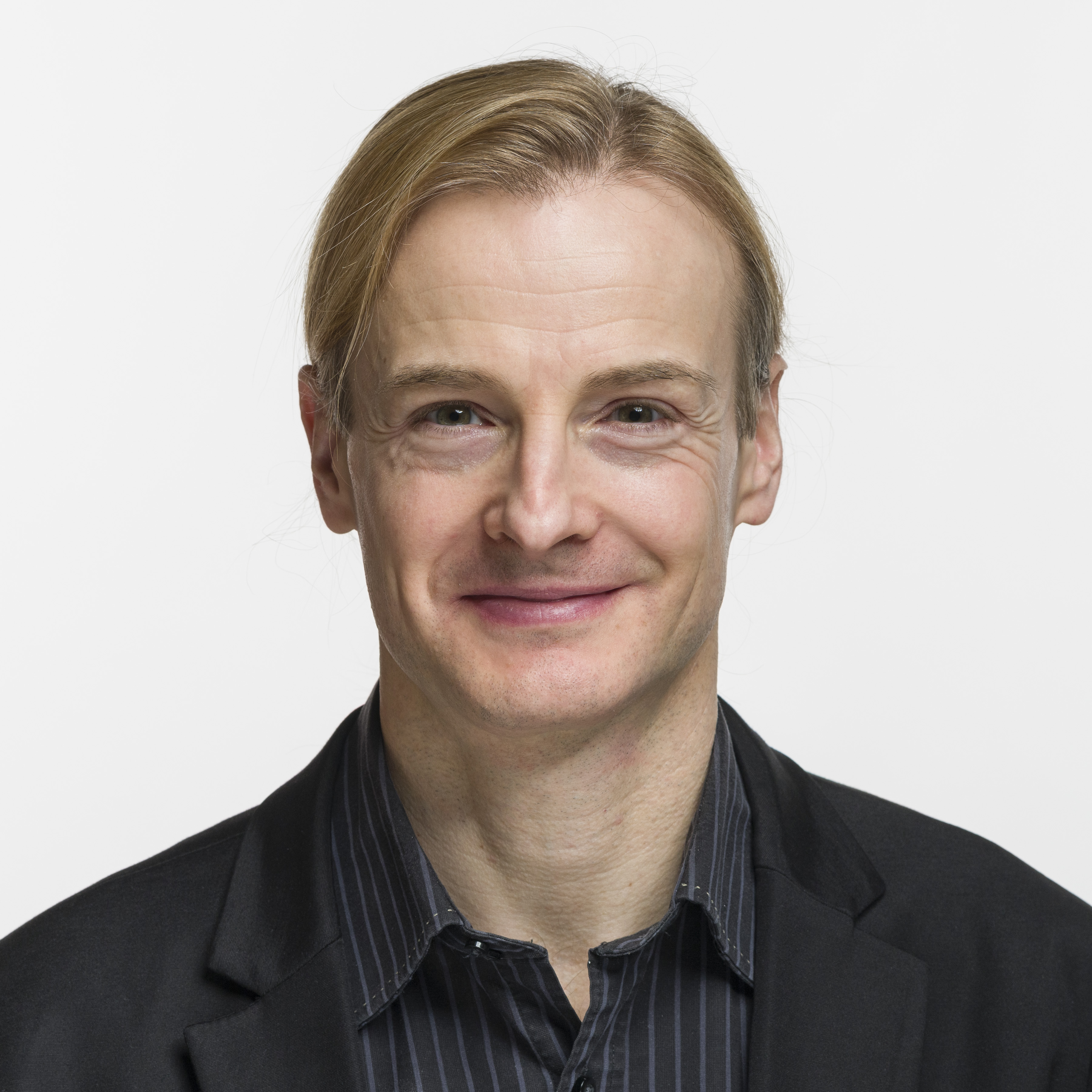
Lorenzo Quadri (2019)

Lorenzo Quadri (* 5. November 1974 in Sorengo; heimatberechtigt in Canobbio) ist ein Schweizer Politiker (Lega).

## Biografie
Quadri besuchte die Schulen in Lugano und studierte danach Rechtswissenschaften an der Universität Bern, wo er im Jahre 1999 mit dem Lizentiat (lic. iur.) abschloss.
Zum April 2003 wurde er in den Grossen Rat des Kantons Tessin gewählt und war dort bis zu seinem Wechsel in den Nationalrat im November 2011 aktiv. Er war Mitglied der Kommissionen Gesetzgebung, politische Rechte und Gefängnisaufsicht. Seit 2008 ist er zudem im Stadtrat (Exekutive) von Lugano, wo er das Departement Formazione, sostegno e socialità (etwa «Ausbildung, Unterstützung und soziale Kontakte») leitet.
Bei den Schweizer Parlamentswahlen 2011 wurde er als Nachfolger von Norman Gobbi für den Kanton Tessin in den Nationalrat gewählt. Er hat dort Einsitz in der Kommission für Verkehr und Fernmeldewesen, der Redaktionskommission und der Redaktionskommission für die italienische Sprache und gehört der Delegation für die Beziehungen zum italienischen Parlament an.
Quadri arbeitet als Direktor beim Mattino della domenica. Er ist ledig und wohnt in Lugano. In der Schweizer Armee ist er einfacher Soldat.